# Ziekte van Kennedy
De ziekte van Kennedy, ook bekend onder de naam spinobulbaire musculaire atrofie, is een progressieve (steeds erger wordende) neurodegeneratieve (aandoening van hersenen en/of ruggenmerg) ziekte die wordt veroorzaakt door een genetische (aangeboren) afwijking van het androgeen receptorgen. Door verschrompeling van bepaalde spieren krijgt de patiënt moeite met lopen, en in latere stadia problemen met slikken en spreken. Tot op heden is behandeling niet mogelijk. De meest voorkomende doodsoorzaak is longontsteking, die gerelateerd is aan de slik- en ademhalingsproblemen. De ziekte komt vrijwel uitsluitend bij mannen voor, en is zeldzaam: 1 op de 40.000 mannen. De eerste uitgebreide beschrijving van de ziekte staat op naam van de arts William R Kennedy, en werd in 1968 gepubliceerd.